# ハッピー!
『ハッピー!』は、波間信子による漫画。『BE・LOVE』（講談社）にて1995年から2010年15号まで連載された。同年19号からは第二章『ハッピー! ハッピー♪』の連載が開始され、2021年1月号をもって完結した。2020年12月時点で累計発行部数は400万部を突破している。
事故で失明した女性が、盲導犬と出会い、希望を取り戻し、結婚・出産・子育てや周囲の人々との交流を通じて成長していく物語。
高岡早紀主演でテレビ東京系で連続テレビドラマ化され、1999年に第1作が、2000年に第2作が放送された。詳細は『ハッピー 愛と感動の物語』を参照。

## あらすじ
スキーの事故で失明した香織。家族や親友に支えられながら懸命に生きてきたが、失明する前からつき合っていた恋人に当たり散らしたことで他の女性に心変わりされ、失恋。
希望を失いかけていた香織に、親友の希が盲導犬を持つことを薦めるが、余程運が良くなければ盲導犬は貰えないから、と香織は無闇に希望を抱かないようにしていた。しかし運は巡り、盲導犬ハッピーが香織のもとへ。時を経て、ハッピーがリタイア後に2頭目のティンクルがやって来る。

## 登場人物

### 主要人物
湊香織（みなと かおり）
旧姓は「高野（たかの）」。22歳の時にスキー事故で完全失明。両親と友人に支えられながら白杖での生活をしてきた。失明により匂いや音に敏感になり、時間はかかったが家事もすっかりできるようになり、人の気持ちの変化にも敏感になる。
ハッピーを助けてくれた昇の声に一目惚れ（一聞惚れ?）したが、名前も知らないし会えないと手頃な所で手を打とうと潮田とつき合おうとして父に叱責され、自身の身勝手さに気づき正式に潮田に付き合えないと断った。その後、昇と再会し彼の婚約破綻の後に付き合うようになりプロポーズされる。29歳の時に結婚。
その後、明光を出産後に流産で第2子を失うも光晴を得る。子供の成長を目で確かめられないことに葛藤しながらも子育てに奮闘するが、心配性のスイッチのオンが入り易く、自身の目の所為でと後ろ向きの思考に陥りがち。
ハッピー
香織の最初の盲導犬。ラブラドール・レトリバーのメス。子供と猫と亀が大好き。
不思議と周りの人々のわだかまりや悩みを解決してしまい、その名のとおり皆をハッピーにしてしまう。香織が昇と付き合いだした頃は構ってもらえず、拗ねていた。明光が生まれた時にはまるで母親同然のように寝不足で脱毛症になりながら面倒を見ていた。
おばあちゃん犬になり3階建ての3Fに住む香織達と別れ、2Fの香織の両親の許に。それ以降は香織の父にべったりで、動けば自身も動き止めなければトイレや風呂にまで一緒に入ろうとするほど離れようとしない。明光を迎えに行って帰る途中の香織と一緒のティンクルに遭遇しショックのあまり動かなくなったり、散歩中に家を抜け出したティンクルに気づいた途端に不機嫌の塊になり香織の父曰く"文句たらたらの古女房"と化す。
ティンクル
香織の2頭目の盲導犬。第二章『ハッピー! ハッピー♪』から登場。前の主人と死別し悲しみのあまり心を閉ざしてしまい、訓練所でも次のパートナーを誰にすべきか頭痛の種だった。当初は香織しか眼中に無く、自身に一目惚れで仲良くしたい昇と明光に寂しい思いを抱かせてしまう。一緒に暮らす内に少しずつ彼らの存在が心の中に根を下ろし始め、明光に次いで昇にも心を開いた。
湊昇（みなと のぼる）
獣医。ミナト動物病院の院長。暑さにバテていたハッピーに気づき、介抱を申し出る。その後1年以上を経て、香織と再会。婚約者がいたが、仕事を優先させて彼女を顧みなかったため、婚約を解消される。婚約はしたものの愛情は薄かったようである。香織と付き合うようになりプロポーズ。実は香織よりもハッピーに一目惚れをしていた。
仕事中毒で、お金より患畜優先。捨て猫なども放っておけない質。父親は総合病院の院長で、外科医になることを期待されていた。
湊明光（みなと あきみつ）
香織と昇の第一子。長男。喋り始めるようになった時の第一声は「カーン」（=カム （Come）、ハッピーを呼ぶときの合図）だった。幼い頃は香織と一緒にいる時間が多く、どうしても母親の真似っこになり"どおちてよー"等の女言葉で話していた。（次第に男言葉になる）一人称は「あき」だったが、小学校入学を機に「僕」と言うようになった。
生まれてからずっとハッピーといたため、ハッピーはまるで姉のような存在。2歳頃、「ハッピーが犬みたいな顔をしている」と言い、犬と思っていなかったと判明。風邪をひいても光晴のやんちゃぶりで辟易して自分達を避け始めたハッピーにショックを受け、それでも大好きなお姉さん&母親と弟の間に入って光晴のやんちゃな言動から守るようになった。ハッピーのリタイア後、母親と母犬心が向かった光晴以外は素っ気ないティンクルの行動に傷つくも酔っ払いにお腹を蹴られたティンクルを守ったことで彼女の信頼を得、ティンクルのそっけない素振りに耐えた日々にピリオドが打たれた。
湊光晴（みなと こうせい）
香織と昇の第二子。次男。明光の3歳下の弟。噛み癖等の幼すぎて常識を理解できない言動で周囲を翻弄し、兄の明光の手に噛みついたり頭をお玉で殴打したりして香織を困らせた。痛い思いに耐えて明光が接した結果、お友達が出来たと同じ年頃の子供に懐きやすい半面、明光と仲良くなりすぎると「こーしぇーのにーたん（光晴の兄ちゃん）」と嫉妬するほどにお兄ちゃん子になった。

### 友人
希（のぞみ）
香織の親友。恋人の原田祐人（はらだ ゆうと）が実家へ帰ることになって結婚を決意、鹿児島の夫の実家へ嫁いだ後は二人の娘に恵まれるが、次女の妊娠中に佑人が交通事故で死亡。同時期に妊娠中だった香織に迷惑をかけまいと、49日が過ぎるまで悲しみをこらえていた。香織の父の計らいで潮田とお見合いをし、その人の良さに惹かれる。佑人への想いを残しながらも潮田と再婚。後に彼との間に第3子となる長男が生まれている。
続編の第52話「会いたかった」で中絶した。子供3人で精一杯であり、4人目の子供を育てることは無理だと考えて子供達には秘密にして香織に協力してもらった。その際、希は麻酔で意識が無かったので記憶にないが、うわ言で「行かないで、私の赤ちゃん」と泣いていたことを潮田に告げられた。
潮田（うしおだ）
香織の父親の部下。動物と子どもが大好き。愛称は「うしちゃん」。ハッピーと香織に一目惚れ。交際を申し込むが、失恋。その後も仄かな恋心を抱き続け、その後飼い始めるラブラドールレトリバーに「アロマ」（香り=香織）と名付ける。
香織の父の計らいで希とお見合いをし、結婚。

### ハッピー関連
奥田千夏（おくだ ちなつ）
旧姓は「倉林（くらばやし）」。盲導犬の訓練士。生まれつき目の不自由な従兄弟が駅のホームから転落死した事件がきっかけで訓練士を志すようになった。奥田という男性と愛し合うも彼の血の繋がらない娘の莉南（りな）の問題で一度は別れるが、紆余曲折の末に莉南と和解し改めて奥田と結婚した。
春日ちか
ハッピーのパピーウォーカー。クラスでいじめにあっていたが、ハッピーと出会い、明るくなりクラスメートとも打ち解けていく。その後もパピーウォーカーを経験するが、ハッピー以上に夢中になれる子に出会えず両親をも困らせた。それもあってハッピーを連れて家出したこともある。成長後も性格にやや反抗的で自身のことしか頭にない身勝手な面が見受けられ、女遊びの激しい男にいれあげて家族の反対を嫌って家出をし、同棲して妊娠する。恋人が他の女性に走り、子供がお腹にいるのを知りながら暴力を振るう姿に完全に幻滅し、別れた後は実家に戻り、家族に支えられ息子「光（ひかる）」を出産した。リタイア後のハッピーを引き取る予定だったが、旅行に出た友人に飼い犬を預けられたことで光が犬アレルギーだとわかる。そのため、ハッピーの引き取りを断念し、母親が訪問して香織達に謝罪した。息子が犬アレルギーだとわかってもハッピーに執着して「盲導犬なら大丈夫ですか?」と質問し、医師を苦笑させた。
夏生（なつき）
ちかが母親に反発して家出をした先で出会った盲目の女性。ハッピーを好きなあまり自身の盲導犬ミックに馴染めなかったが、ミックのトラウマの原因であった箒を目茶苦茶に踏みつけたことで、ミックを恐怖の記憶から解放し、互いに良きパートナーとして歩き始める。

### 家族
香織の両親
失明した娘を懸命に支えてきた。父親は香織がもう恋愛出来ないのではないか、結婚出来ないのではないかと心配していた。父親とリタイア後のハッピーはべったりで、母親にバカップルと呼ばれている。また父親は上の孫の明光とも波長が非常によく合い、やじきたコンビと呼ばれる。続編の第30話「神様からの手紙」で、母親の名は「久子」だと判明する。
昇の両親
父親は総合病院の院長で内科医。幼い頃、飼い犬に手を咬まれた後遺症がわずかながら残っており、それが原因で外科医を断念せざるを得なくなったため、病院への動物の出入りを一切禁じるほど大の犬嫌いとなる。そのため、昇が外科医になることを望んでいた。香織との結婚にも反対するが、ハッピーがきっかけとなり和解。昇同様に、仕事中毒。
母親は当初は戸惑いを感じていたが一応理解し、その後ポチという名の犬を飼った。

### その他
ナーコ
ミナト動物病院に保護された捨て猫。生まれつき目が見えない。その後、香織の実家に引き取られる。
イソ
人間に虐待され傷ついていたところを保護される。大園が病死した後、元の飼い主の女性の夫に引き取られる。虐待するために誘拐され、飼い主は探し歩いて身体を壊し亡くなっていた。元の名前「さくら」と再び呼ばれるようになり、再会の一因である飼い主の友達の女性を安心させた。
大園（おおぞの）
幼い頃は父に、結婚後は夫に暴力を受け、虐待されていたイソに自分を重ねる。イソを引き取るために長年続けてきた煙草をやめる。お手製のキンピラは絶品で、香織や希に大好評。後に病で没した。
佐藤（さとう）
ミナト動物病院のスタッフ。シングルマザーとなり「こころ」を出産した。
翔太（しょうた）
非行に走っていたが、愛犬ランの事故が原因で立ち直る。頭を金髪のままにしておきたいという理由で定時制高校を選ぶ。その後、ミナト動物病院で手伝いをするようになり、獣医になりたいという夢を抱く。
ラン
翔太の飼い犬。交通事故に遭い、下半身不随になるかと思われたが奇跡的に回復。翔太を非行から立ち直らせるきっかけとなった。第二章で水を飲むのすら苦痛にのたうち回るようになり、遂に昇の手で安楽死の処置を受け他界した。
久田優太（ゆうた）
保育園での明光の大親友。下に弟の正太（しょうた）がいる。盲目の香織に偏見を抱いた父方の祖母により火事を起こしてしまったら孫が死ぬとお泊まりを厳禁されてしまうが、明光と一緒に大丈夫だと説得しに脱走したこともある。
将太（しょうた）
光晴の親友。
宮原梢子（みやはら しょうこ）
パピーウォーカー。盲導犬候補の仔犬スマイル（♂）を育てている。

## 書誌情報

### 単行本
講談社 〈KC BE・LOVE〉より発行
| 第一章（『ハッピー!』 全33巻） 1. 1995年10月13日発売、ISBN 978-4-06-317723-7 2. 1996年03月13日発売、ISBN 4-06-317743-2 3. 1996年08月09日発売、ISBN 4-06-317766-1 4. 1997年02月13日発売、ISBN 4-06-317790-4 5. 1997年06月13日発売、ISBN 4-06-317809-9 6. 1997年11月13日発売、ISBN 4-06-317829-3 7. 1998年04月13日発売、ISBN 4-06-317851-X 8. 1998年10月13日発売、ISBN 4-06-317882-X 9. 1999年03月11日発売、ISBN 4-06-317902-8 10. 1999年08月09日発売、ISBN 4-06-317928-1 11. 2000年01月13日発売、ISBN 4-06-318951-1 12. 2000年06月13日発売、ISBN 4-06-318971-6 13. 2000年12月13日発売、ISBN 4-06-318995-3 14. 2001年05月11日発売、ISBN 4-06-319012-9 15. 2001年11月13日発売、ISBN 4-06-319030-7 16. 2002年04月12日発売、ISBN 4-06-319050-1 17. 2002年10月11日発売、ISBN 4-06-319070-6 18. 2003年05月13日発売、ISBN 4-06-319102-8 19. 2003年09月12日発売、ISBN 4-06-319120-6 20. 2004年03月12日発売、ISBN 4-06-319130-3 21. 2004年10月13日発売、ISBN 4-06-319144-3 22. 2005年03月11日発売、ISBN 4-06-319157-5 23. 2005年10月13日発売、ISBN 4-06-319175-3 24. 2006年03月13日発売、ISBN 4-06-319184-2 25. 2006年11月13日発売、ISBN 4-06-319204-0 26. 2007年03月13日発売、ISBN 978-4-06-319211-7 27. 2007年09月13日発売、ISBN 978-4-06-319222-3 28. 2008年03月13日発売、ISBN 978-4-06-319231-5 29. 2008年09月12日発売、ISBN 978-4-06-319244-5 30. 2009年03月13日発売、ISBN 978-4-06-319258-2 31. 2009年08月10日発売、ISBN 978-4-06-319267-4 32. 2010年02月12日発売、ISBN 978-4-06-319279-7 33. 2010年09月13日発売、ISBN 978-4-06-319293-3 | 第二章（『ハッピー! ハッピー♪』 全15巻） 1. 2011年02月10日発売、ISBN 978-4-06-380307-5 2. 2011年12月13日発売、ISBN 978-4-06-380332-7 3. 2012年05月11日発売、ISBN 978-4-06-380347-1 4. 2012年12月13日発売、ISBN 978-4-06-380364-8 5. 2013年08月12日発売、ISBN 978-4-06-380388-4 6. 2014年02月13日発売、ISBN 978-4-06-380417-1 7. 2014年11月13日発売、ISBN 978-4-06-380446-1 8. 2015年08月12日発売、ISBN 978-4-06-380477-5 9. 2016年05月13日発売、ISBN 978-4-06-394504-1 10. 2016年12月13日発売、ISBN 978-4-06-394527-0 11. 2017年08月09日発売、ISBN 978-4-06-394553-9 12. 2018年05月11日発売、ISBN 978-4-06-511471-1 13. 2019年01月11日発売、ISBN 978-4-06-514103-8 14. 2019年10月11日発売、ISBN 978-4-06-517140-0 15. 2021年01月13日発売、ISBN 978-4-06-521736-8 |

### 文庫版
講談社 〈講談社漫画文庫〉 既刊10巻（2013年11月現在））
1. 2004年02月10日発売、ISBN 4-06-360715-1、『盲導犬ハッピーがやって来た! 編』（第1巻 - 第3巻）
2. 2004年02月10日発売、ISBN 4-06-360716-X、『盲導犬ハッピーと歩こう! 編』（第3巻 - 第5巻）
3. 2004年07月09月発売、ISBN 4-06-360763-1、『盲導犬ハッピーと子育て! 編』（第5巻 - 第7巻）
4. 2004年07月09月発売、ISBN 4-06-360764-X、『幸せを運ぶ盲導犬・ハッピー! 編』（第7巻 - 第9巻）
5. 2004年12月10日発売、ISBN 4-06-360863-8、『希望の星・盲導犬ハッピー! 編』（第9巻 - 第12巻）
6. 2004年12月10日発売、ISBN 4-06-360864-6、『盲導犬ハッピーと新しい生命 編』（第12巻 - 第14巻）
7. 2005年05月12日発売、ISBN 4-06-360924-3、『盲導犬ハッピーの誕生日! 編』（第14巻 - 第16巻）
8. 2005年05月12日発売、ISBN 4-06-360925-1、『盲導犬ハッピーと点字の日記 編』（第16巻 - 第18巻）
9. 2006年11月10日発売、ISBN 4-06-370376-2、『信頼のかたまり・盲導犬ハッピー 編』（第19巻 - 第21巻）
10. 2006年11月10日発売、ISBN 4-06-370377-0、『盲導犬ハッピーと心の歌 編』（第21巻 - 第23巻）